# Architronito
L'architronito era un cannone a vapore descritto da Leonardo da Vinci la cui invenzione fece risalire ad Archimede e che descrisse in questo modo: una macchina di fine rame, invenzione di Archimede, e gitta ballotte di ferro con grande strepito e furore. Anche il Petrarca nel De remediis utriusque fortunae attribuì ad Archimede l'invenzione delle armi da fuoco  attorno al 200 a.C.

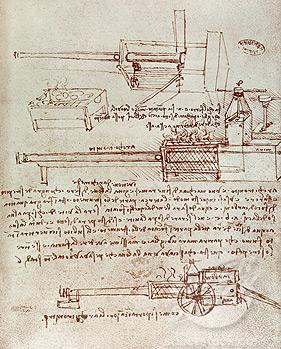
Architronito disegnato da Leonardo

La macchina è composta da una culatta riscaldata attraverso un braciere in rame, introducendovi dell'acqua tramite una valvola essa diventa subito vapore, provocando l'espulsione del proiettile.
Si ritiene che la macchina fu usata nell'assedio di Siracusa nel 212 a.C. e nel 49 a.C., come attesta Giulio Cesare, durante l'assedio di Marsiglia, anche se nel De bello civili, che tratta di tale battaglia, non esiste traccia di un simile cannone, né in nessun altro scritto di Cesare sull'argomento.
La scoperta tra le carte di Leonardo del disegno di tale macchina fu fatta da Étienne-Jean Delécluze, dell'Istituto di Francia, e pubblicata nel settimanale L'Artiste nel 1841.